# Escimnosaure
Els escimnosaures (Scymnosaurus) són un gènere extint de sinàpsids de la família dels pristerognàtids que visqueren al sud d'Àfrica durant el Capitanià (Permià mitjà), fa entre 259,5 i 264,3 milions d'anys. Se n'han trobat restes fòssils a la província sud-africana del Cap Occidental. Es calcula que devien ser igual de grossos que les hienes d'avui en dia. Les seves dents fan pensar que tenien una dieta carnívora. Mancaven de paladar secundari. El nom genèric Scymnosaurus significa ‘llangardaix cadell de lleó’.